# جبل لولايلاكو
جبل لولايلاكو (بالإسبانية: Llullaillaco) هي ثاني أعلى قمة في جبال أنديز ويقع بين حدود الأرجنتين وتشيلي ويبلغ ارتفاعه 6,739 متر ويحتل المرتبة الثانية بعد قمة أكونكاغوا التي ترتفع 6959 متراً فوق مستوى البحر.

## مومياوات الأطفال
في سنة 1999 اكتشف خبراء أرجنتينيون مومياء أطفال لولايلاكو بوضعية جيدة لم تتحلل نتيجة البرودة الشديدة.